# Changanassery
Changanassery (malabar: ചങ്ങനാശ്ശേരി) es una ciudad del estado indio de Kerala perteneciente al distrito de Kottayam.
En 2011, el municipio que formaba la ciudad tenía una población de 47 685 habitantes, siendo sede de un taluk con una población total de 355 736 habitantes.
La localidad tiene su origen en la dinastía Chera, que estableció aquí una de sus principales localidades en el entorno de Kuttanad. En 1749 tuvo aquí lugar la batalla de Changanassery, en la cual se produjo una victoria decisiva del reino de Travancore sobre Thekkumkur, que acabaría siendo anexionado a Travancore el año siguiente.
Se ubica a orillas del río Manimala, unos 15 km al sur de la capital distrital Kottayam sobre la carretera 183 que lleva a Kottarakkara.